# St. Georgskirche (Maʿalot-Tarschiha)
Die St. Georgskirche ist eine Pfarrkirche im galiläischen Maʿalot-Tarschiha im Nordbezirk (Israel). Das Kirchengebäude ist Gebetsstätte von über tausend Gemeindegliedern der örtlichen griechisch-katholischen Pfarrei der melkitischen Erzeparchie Akko, Haifa, Nazareth und ganz Galiläa in Israel. Das gegenwärtige Kirchengebäude wurde Mitte der 1890er Jahre geweiht.

## Namen der Kirche
Die Namen der Kirche lauten in den Landessprachen كَنِيْسَة الْقِدِّيس جِيْوُرْجِيُوس / Kanīsat al-Qiddīs Ǧīwurǧiyūs / ‚Kirche des Heiligen Georgs‘ und auf hebräisch כְּנֵסִיַּת גֵּאוֹרְגִּיוֹס הַקָּדוֹשׁ Knessijjat Geʾōrgijōs haQadōsch, deutsch ‚Kirche Georgs des Heiligen‘. In der Erzeparchie ist in Kirchennamen für griechisch Γεώργιος (Georgios, der Heilige) die arabische Namensvariante Ǧīwurǧiyūs (جِيْوُرْجِيُوس) vorherrschend neben der sonst üblichen förmlichen Variante Ǧāwurǧiyūs (جَاوُرْجِيُوس). Als Rufnamen sind die Kurzformen Ǧūrǧ (جُورْج) und Ǧirǧis/Ǧiryis (جِرْجِس/جِرْيِس) beliebter. Die über 550 Jahre alte griechisch-orthodoxe Kirche gleichen Patroziniums am Ort trägt vollständig das Doppelpatrozinium 
كَنِيْسَة الْقِدِّيسِين جَاوُرْجِيُوس وَصُفْرُونِيُوس / Kanīsat al-Qiddīsīn Ǧāwurǧiyūs wa-Ṣufrūniyūs (Kirche der Heiligen Georgios und Sophronius von Jerusalem). In diesem Kirchennamen ist Ǧāwurǧiyūs die genutzte Namensvariante. Umgangssprachlich ist für das orthodoxe Kirchengebäude in Tarschicha auch die in aramäischer Tradition stehende Bezeichnung كَنِيْسَة مَار جَرْيِس / Kanīsat Mār Ǧiryis gebräuchlich.

## Lage
Die Kirche befindet sich im Zentrum des Ortsteils Tarschicha im Südwesten der Stadt Maʿalot-Tarschiha. Durch Vereinigung der beiden Städte, wie im Namen erkennbar, 1963 erfolgt, verfügt die Stadt über zwei zentrale Bereiche. St. Georg liegt in der Straße Schāriʿ al-Kanāʾis 5 (arabisch شارع الكنائس, hebräisch רְחוֹב הַכְּנֵסִיּוֹת Rəchōv haKnessijjōt, deutsch ‚Straße der Kirchen‘) nur 40 Meter östlich des melkitischen Gemeindezentrums in derselben Straße. Die griechisch-orthodoxe Prophet-Elija-Kirche (كَنِيْسَة مَار إِلْيَاس, DMG Kanīsat Mār Ilyās) und ihr kleiner Vorgängerbau der Heiligen Georg und Sophronius liegen in einer Seitenstraße nur 120 Meter entfernt. Die Altstadt Tarschichas ist ein gewachsenes, heterogen bebautes Viertel mit unregelmäßigem Straßennetz, auch ihrer Lage auf 492 Meter Höhe am Nordhang des 614 Meter hohen Har Meʿonah geschuldet.

## Geschichte
ʿAmmiram Oren erwähnt, eine frühere melkitisch-katholische Kirche sei 1836 erbaut während der ägyptischen Besatzungszeit (1833–1841) der Levante zwischen Erstem und Zweitem Ägyptisch-Osmanischen Krieg, bevor das Osmanische Reich seine Herrschaft in dieser Küstenregion wieder herstellen konnte. Der US-amerikanische Missionar William McClure Thomson notierte zu seinem Treffen mit Scheich Ali al-Maghribi 1838, dieser habe den Anteil der Christen auf ein Fünftel der Einwohner Tarschichas geschätzt. Das Erdbeben in Galiläa 1837 zerstörte in der ganzen Region Gebäude. Vermutlich traf es auch die Kirche der katholischen Melkiten Tarschihas, denn nach zwei Jahren Erholung von den Schäden ersuchte die Pfarrgemeinde am 17. Januar 1839 Ibrahim Pascha um eine Baugenehmigung für ihre bestehende Kirche, sie zu erweitern und zu erneuern, die er drei Monate später erteilte. Unklar ist, ob die Kirche nachhaltig wiederhergestellt wurde. Die 500 Christen am Ort, bis auf wenige orthodoxe in der Mehrheit katholische Melkiten, lebten in den 1870er Jahren in einem der vier Viertel Tarschichas, die nach Herkunft der Bewohner geschieden waren.
Ein Baudatum, 1865, liefert eine Inschrift am Nordportal der Kirche, wohl das Jahr des Baubeginns. Bauliche Probleme, es ist von einem Einsturz die Rede, verzögerten den Abschluss der Arbeiten. Die Gemeinde bat Agapius Doumani (أغابيوس دوماني, DMG Aġābiyūs Dūmānī, 1812–1893; ab 1864 Bischof von Akko) um Hilfe, der sie gewährte und ferner den in Tyrus bekannten Architekten ʿAbdallah al-Ġarzūzī / عبد الله الغرزوزي für den Bau gewann. Von seinem Besuch in den 1870er Jahren berichtet Victor Guérin von einer alten melkitisch-katholischen Kirche in beklagenswertem Zustand, während sich die neue unter geflissentlicher Aufsicht des Bischofs im Bau befand, um die Bauarbeiter anzutreiben. Bischof Agapius lobte 1888 den Bau als größte aller Dorfkirchen seiner Eparchie. Es war erst der nächste, 1894 eingeführte Bischof von Akko, Athanasius Sabbagh (اثناسيوس صباغ, DMG Aṯanāsiyūs Ṣabbāġ, 1862–1899), der die Kirche weihte.
Lucien Gautier berichtete von seinem Besuch 1899, dass es bloß 30 christliche Orthodoxe im Dorf gebe, die anderen Christen waren katholische Melkiten. Der maronitische Jesuitenpater Ferdinand Tutal (فرديناند توتل; 1887–1977) besuchte Tarschicha 1921 und berichtete in Al-Machriq, dass etwa 300 melkitische Katholiken und 150 christliche Orthodoxe am Ort lebten. Mit dem wirtschaftlichen Aufstieg unter britischer Herrschaft seit 1918 verdreifachte sich die Bevölkerung Tarschichas von etwa 1.880 Personen 1922 auf 5.700 Menschen im Jahre 1948, wobei die Zahl der Christen im Zuge dieser Entwicklung nicht vergleichbar mitwuchs. Die gewerbliche Entwicklung Tarschichas, seinerzeit Zentrum kleingewerblicher Klingen- und Messerproduktion, abgeleitet auch moderner Waffenherstellung, daher bekannt für seine Büchsenmacher, konnte den zahlreichen Angehörigen der nachwachsenden Generationen aber keine Verdreifachung der Beschäftigung bieten, von denen manche sich Bewegungen anschlossen, die ihnen Schuldige dieser Entwicklung nannten und Aussicht auf gewaltsame Umverteilung von deren Positionen in Aussicht stellten. Tarschicha war ein bedeutender Ausgangspunkt von Gewalt gegen Briten und jüdische Palästinenser im Großen Arabischen Aufstand (1936–1939), seinerzeit weltweit größte Erhebung gegen eine britische Kolonialverwaltung.
Die UNO, an die Großbritannien, der Gewalt im Lande überdrüssig, seinen Mandatsauftrag zurückgab, sah angesichts dieser Gewalt keine Chance für Erfüllung der Mandatsbestimmungen einer sicherer jüdischen Heimstatt und einer arabischen Unabhängigkeit in der Ein-Staat-Lösung und beschloss im November 1947, einen Plan, das Mandatsgebiet im Mai 1948 zu teilen. Die vorgeschlagene Aufteilung lehnte die arabisch-palästinensische Seite weithin ab – darin unterstützt von arabischen Nachbarstaaten und deren Armeen – und setzte lieber aufs gemeinsame Waffenglück statt auf den UN-Plan oder eine andere Einigung mit der Gegenseite. Das Ergebnis dieses am 15. Mai 1948 selbst begonnenen Kriegs gegen Israels Unabhängigkeit ums Ganze sagte der arabischen Seite nicht zu, als es nur gut 22 % des ehemaligen Mandatsgebiets in ihrer Hand beließ.
Die unterlegenen arabischen Streitkräfte und mit ihnen die meisten zivilen Einwohner verließen am 27. Oktober 1948 Tarschicha, die Soldaten und viele muslimischen Einwohner gen Libanon, viele Christen in benachbarte Dörfer. Als drei Tage später die Streitkräfte Israels am 30. Oktober 1948 das Dorf einnahmen, fanden sie dort nur etwa fünfzig ältere Männer und Frauen vor, die mit Schwester Mary Louise Haddad im Konvent an St. Georg ausharrten. Im Schutz der Dunkelheit schlichen viele geflohene Einwohner ins Dorf zurück, so dass die Zahl der Einwohner bis Ende 1948 auf etwa 700 Personen anstieg, viele von ihnen Christen, aber auch Muslime. In die leeren Häuser quartierte die israelische Regierung mittellose Flüchtlinge vor allem aus Rumänien ein, bis September 1949 etwa 130 Familien (540 Personen), ihr Viertel nannte man Meʿonah, der benachbarte agrarische Moschav Meʿonah entstand 1951. Tarschicha, die 1957 gegründete Entwicklungsstadt Maʿalot und das Viertel Meʿona wurden 1963 zu Maʿalot-Tarschicha vereint und erhielten 1995 Stadtrecht. Im Jahre 2022 lebten etwa 2.250 Christen in Maʿalot-Tarschicha, davon etwa 1.200 katholische Melkiten, 600 griechisch Orthodoxe, 250 Maroniten und um 120 Anglikaner. Die Pfarreien der Erzeparchie folgen für die kirchlichen Feiertage einenteils dem Gregorianischen Kalender und anderenteils dem Julianischen Kalender. In Maʿalot-Tarschicha bestimmen Altkalendarier die Datierung.

## Gebäude
Die Kirche ist ein geosteter Bau leicht von Nordwest nach Südost aus der Ost-West-Achse gerückt der sich 20 Meter südlich parallel zur Adresse gebenden Straße Schāriʿ al-Kanāʾis 5 (arabisch شارع الكنائس, hebräisch רְחוֹב הַכְּנֵסִיּוֹת Rəchōv haKnessijjōt, deutsch ‚Straße der Kirchen‘) erstreckt. Etwa 15 Meter vor der Westfassade verläuft eine Seitenstraße, der Raum zwischen Kirche und Straßen bildet einen über Manns hoch ummauerten Hof. Geschlossene Höfe sind typisch für Kirchen, die in osmanischer Zeit entstanden, um Kirchgängern einen geschützten Raum vor Betreten und nach Verlassen der Kirche zu bieten, in dem sie vor Verspottung oder Anfeindungen durch Muslime abgeschirmt blieben. Daher verfügt die Kirche über keinen direkten Zugang von der Straße, sondern Zutritt besteht nur über den Hof, der durch zwei Tore, eins je zu beiden anliegenden Straßen, erschlossen ist. Das Haupttor befindet sich am Schāriʿ al-Kanāʾis an der Ecke mit besagter von Süden einmündender Seitenstraße.
Das Parochialgebäude Antusch (الانطوش al-Anṭūš), das unter dem Episkopat von Bischof Griguri Hajjar (غريغوري حجار, DMG Ġrīġūrī Ḥaǧǧār, 1875–1940; ab 1901 Bischof von Akko) erbaut wurde, bildet von der Straße bis direkt an die Kirche die Ostseite im ummauerten Hof. Zur Straße befinden sich unten das Pfarrbüro und oben die Pfarrwohnung, im übrigen Parterre befand sich über 30 Jahre lang die kirchliche Grundschule, im ersten Stock zur Kirche hin ein Konvent der Sœurs des Sacrés Cœurs de Jésus et de Marie (italienisch Religiose dei Sacri Cuori di Gesù e di Maria, lateinisch Congregatio Sororum a Sacris Cordibus, S.S.C.C.; eine in Krankenpflege und Bildung engagierte Kongregation, 1872 in Castellammare di Stabia gegründet). Der Konvent blieb und die Schwestern (2024: zwei Personen) arbeiten ihrem Auftrag entsprechend in der Ausbildung und Krankenbetreuung der Parochianen. Gleich jenseits der Seitenstraße erstreckt sich im Schāriʿ al-Kanāʾis 7 / 7a das weitläufige melkitisch-katholische Gemeindezentrum. Die Südseite des Hofes bildet wieder eine Mauer.
Zum Bau St. Georgs schrieb Bischof Agapius Doumani 1888: „Die Kirche ist neu und die größte, die wir in den Dörfern gebaut haben. Sie ist 18 x 12 Meter lang.“ Die Kirche hat keine Kuppel, sondern ist flach gedeckt. Einzig ein Glockenturm auf der nördlichen Außenmauer erhebt sich darüber, etwas östlich vom Nordportal. Es ist dem Haupttor zum Hof am nächsten gelegen. Über diesem Portal ziert ein kleines Maßwerksfenster in Form eines Kruckenkreuzes die Fassade, rechts oberhalb der Nordtür prangt eine Reliefplatte auf der Außenmauer, die Georg reitend mit Lanze als Drachentöter darstellt. In die Schwelle des größeren Westportals sind drei Kreuze eingraviert.

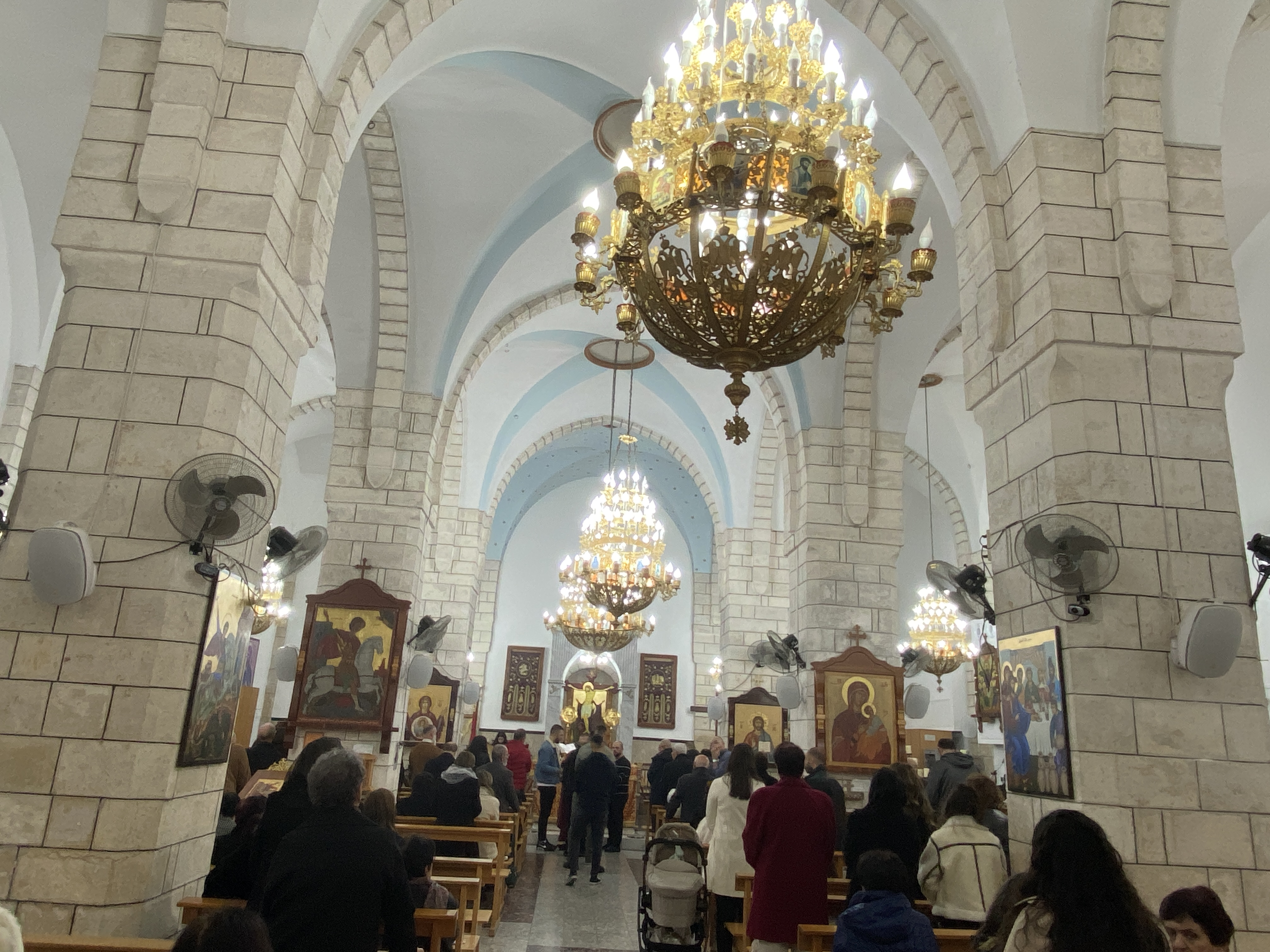
Blick von Westen durch den Kirchenraum, 2024

Das Kirchengebäude gliedert sich in drei Schiffe à je vier Joche. Diese zwölf Joche überspannen Kreuzgewölbe, die im freien Raum auf sechs Pfeilern quadratischen Grundrisses und sonst auf den Außenmauern lasten. Dabei ist das Mittelschiff höher als die Seitenschiffe. An den Schlusssteinen der Kreuzgewölbe hängen große Lüster, die den Kirchenraum erhellen. Die Wände sind farblich hell gehalten, daran aufgehängte Ikonen christlicher Heiliger und zu Stationen im Leben Jesu sind Stiftungen der Gemeindeglieder.

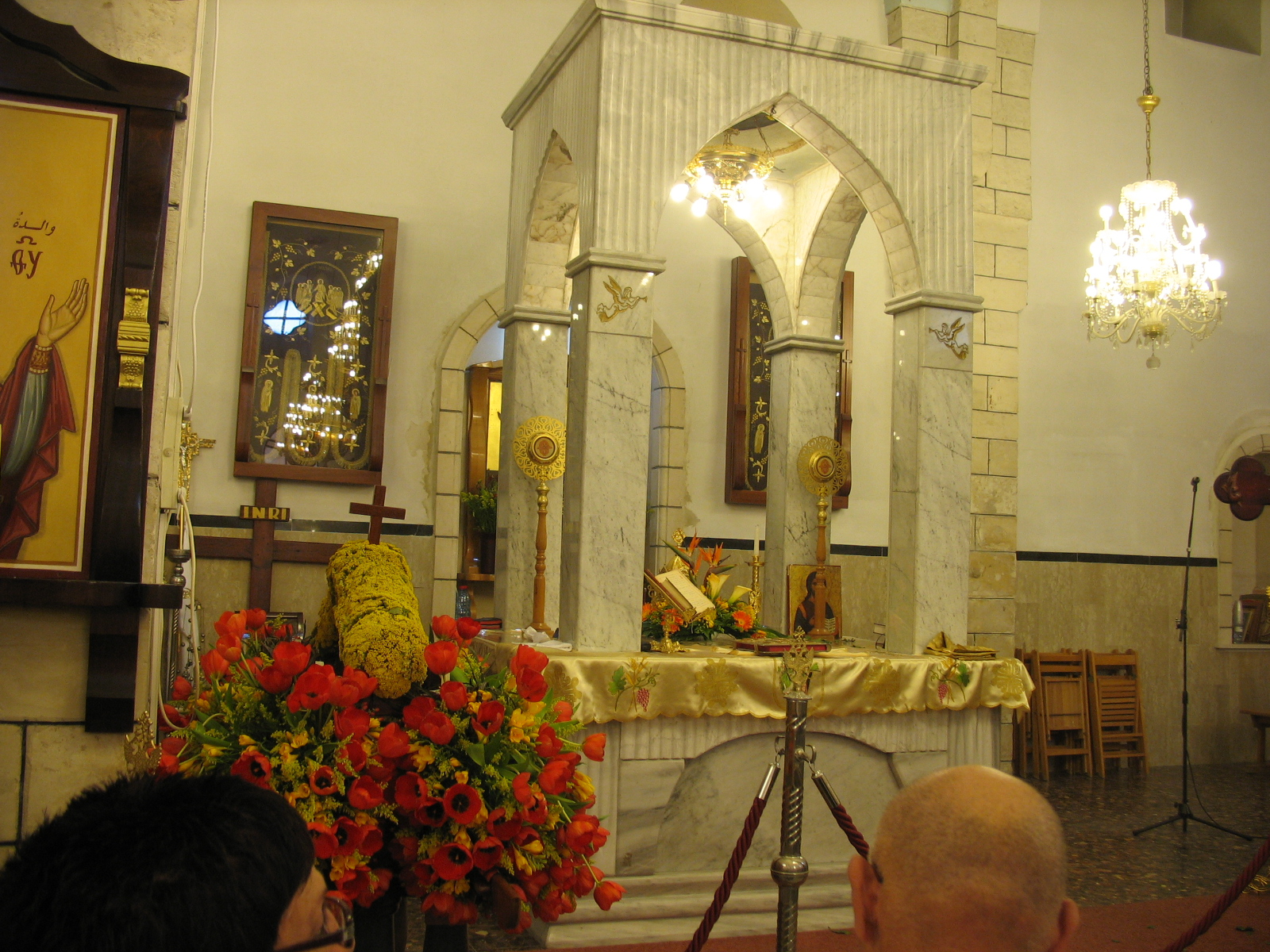
Ziborium, 2012

Das Allerheiligste befindet sich unter den drei östlichen Jochen. Anders als im melkitischen-katholischen Ritus üblich erhebt sich keine Ikonostasis, um Allerheiligstes und übrigen Kirchenraum zu trennen. Das Gestühl der Diakone, im byzantinischen Ritus eigentlich beiderseits der Königlichen Tür der Ikonostasis platziert, steht an der südlichen Innenwand der Kirche. Den Altar umhegt ein Ziborium in hellgrauem, fein gezeichnetem Marmor. Den Boden bilden einfache grob angeschliffene Betonplatten in schwarz und grau, darauf Bänke und einzelne Stühle. In einer abgetrennten Gruftnische in der südöstlichen Ecke der Kirche befinden sich die Grabstätten einiger Priester, die in ihr dienten, nämlich Michael Choury, Alexios Bachasch und Gregorius Ǧadaʿa und des Diakons Scharbel Maʿiki.

## Liste Geistlicher an St. Georg
Der arabische Terminus für Pater ist أب / Ab / ‚Vater‘, die vertrauliche Ansprache lautet Abuna, unser Pater. Als Geistliche an St. Georg dienten und wirkten:
- vor September 1753: Elias Hatoum (إِلْيَاس حاطوم, DMG Ilyās Ḥāṭūm)
- 1880–1884: Michaʾil Samaha (ميخائيل سماحة, DMG Mīḫāʾīl Samāḥa)
- 1884–1895: Michaʾil Khoury (ميخائيل خوري, DMG Mīḫāʾīl Ḫūrī)
- –00001890: Youssef Doumani (يوسف دوماني, DMG Yūsif Dūmānī)
- –00001891: Michaʾil Maqsoud (ميخائيل مقصود, DMG Mīḫāʾīl Maqṣūd), später nach Safed versetzt
- 1895–1900: Boutros Salem (بطرس سالم, DMG Buṭrus Sālim)
- –000–1901: Agapius ʿAtaya (أغابيوس عطايا, DMG Aġābiyūs ʿAṭāyā; erste Amtszeit, wieder 1927)
- –000–1907: ʿAzarya Nasser (عزاريا ناصر, DMG ʿAzarya Naṣr)
- –00001907: Philippos Sayegh (فيليبوس صايغ, DMG Fīlībūs Sāyiġ)
- –00001907: Nicola Fawwaz (نقولا فَوَّاز, DMG Niqūlā Fawwāz; starb 1932 in Miʿilya)
- 1907–1911: Alexios Bachasch (الكسيوس بخاش, DMG Aliksiyūs Baḫaš)
- –000–1913: George Bitar (جُورْج بيطار, DMG Ǧūrǧ Bīṭār; erste Amtszeit, wieder 1927)
- 1913–1918: Gregorios Ǧadaʿa (غريغوريوس جدع, DMG Ġrīġūriyūs Ǧadaʿa; aus Haifa)
- –000––000: Ǧermanus Laon (جَرْمَانُوس لاون, DMG Ǧarmānūs Lāwun) – diente auch an der Liebfrauenkirche Miʿilya
- –000–1922: Markos Khoury (مرقس خوري, DMG Marqus Ḫūrī)
- 1922–1925: Ibrahim Haddad (إِبراهيم حداد, DMG Ibrahīm Ḥaddād)
- –00001925: Philippos Zebin (فيليبوس زبين, DMG Fīlībūs Zabīn)
- –000–1926: Daniel Maʿalouf (دانيال معلوف, DMG Dānyāl Maʿalūf; Exarch)
- –000–1926: Boulos Khoury (بولس خوري, DMG Būlus Ḫūrī)
- –000–1927: George Bitar (zweite Amtszeit, erste 1913)
- 1927–1929: Agapius ʿAtaya (zweite Amtszeit, erste 1901)
- –000–1930: George Sabra (جُورْج صبرا, DMG Ǧūrǧ Ṣabrā)
- –000–1930: Athanasius Ǧamid (اثناسيوس جامد, DMG Aṯanāsiyūs Ǧāmid)
- –000–1930: Boulos Shoʿaib (بولس شعيب, DMG Būlus Šuʿīb)
- 1930–1931: Efthimus Francis (أفثيموس فرنسيس, DMG Afṯīmūs Faransīs)
- 1933–1934: Simʿon Qanawati (سمعان قنواتي, DMG Simʿān Qanawātī)
- 1934–1937: Ibrahim Khoury (إِبراهيم خوري, DMG Ibrahīm Ḫūrī) (27)
- 1938–1939: Alexius Shetwi (الأرشمندريت الكسيوس شتوي, DMG Aliksiyūs Šatwī, Archimandrit)
- –00001939: Yaʿacoub Traboulsi (يعقوب طرابلسي, DMG Yaʿaqūb Ṭarābulsī)
- 1939–1940: Elias al-Chasin (إِلْيَاس الْخَازِن, DMG Ilyās al-Ḫāzin)
- –00001940: Isidor Abu Hanna (إِزِيدُور أَبُو حَنَّا, DMG Izīdūr Abū Ḥannā; erste Amtszeit, wieder 1948)
- 1940–1944: Andraos Qardahi (أَنْدَرَاوُسُ قرداحي, DMG Andarāwus Qardāḥī)
- 1944–1947: Yuhanna Matta (يُوحَنَّا مَتَّى, DMG Yūḥannā Matta; erste Amtszeit, wieder 1949)
- 1947–1948: Athanasius Haddad (اثناسيوس حداد, DMG Aṯanāsiyūs Ḥaddād; er übergab mit anderen Tarschiha den Israelis)
- 1948–1949: Isidor Abu Hanna (zweite Amtszeit, erste 1940; 1940–1948 an Liebfrauen in Miʿilya)
- 1949–1957: Yuhanna Matta (zweite Amtszeit, erste 1944)
- 1985–1986: Ibrahim Sabit (إِبراهيم سبيت, DMG Ibrāhīm Sabīt)
- 1986–1988: Philippos al-ʿAbd (hebräisch פִילִיבּוּס אַל-עַבְּד Fīlibbus Murhiǧ ʿAbd, arabisch فِيلِبُّس مُرْهِجْ الْعَبْد; –1995), 1991–1995 an Liebfrauen in Miʿilya
- 1988–1989: Emil Ruhana (أَمِيلُ رُوحَانَا, DMG Amīl Rūḥānā)
- 1989–1997: Ǧibran Morani (جبران موراني, DMG Ǧibrān Mūrānī; erste Amtszeit, wieder 2006)
- 1997–2001: Elias ʿAbd (إِلْيَاس عبد, DMG Ilyās ʿAbd; erste Amtszeit, wieder 2002)
- 2001–2002: William Abu Schaqara (وليم أبو شقارة, DMG Wilyam Abū Šaqāra)
- 2002––000: Elias ʿAbd (zweite Amtszeit nach Auslandsstudium, erste 1997)
- 2006–2010: Ǧibran Morani (1953–2022; zweite Amtszeit, erste 1989)
- 2017––000: Michel Toʿme (ميشيل طَعْمَةٌ, DMG Mīšīl Ṭaʿma; seit 2008 Assistenzpriester)

## Leitungsgremien der Parochianen
Nachdem die Mandatsverwaltung Government of Palestine 1926 mit ihrer palästinensischen Religious Communities (Organisation) Ordinance (Verordnung bezüglich religiöser Gemeinschaften (Organisation)) die Bekenntnisgemeinschaften im Mandatsgebiet ermutigt hatte, die Laien an der Selbstverwaltung zu beteiligen, richtete die Eparchie ʿAkko, Haifa, Nazareth und Ganz Galiläa 1930 in den Pfarrgemeinden jeweils einen Ausschuss der Stiftungen (لجنة الاوقاف Laǧnat al-Awqāf) ein, in dem Vertreter der Parochianen die Vermögensbelange der Pfarrgemeinde verwalten. Bischof Gregorius Haǧǧar erließ dazu entsprechende Regularien 1930. Seit 2001 wählen die Parochianen den Pastoralrat, der auch die Aufgaben des Ausschuss der Stiftungen besorgt.
Mitglieder im Gremium waren 1930 und in den folgenden Perioden:
- Periode 1: Ibrahim Nasser Sousan (ابراهيم ناصر سوسان), Youssef Boutros (يوسف بطرس) und Boutros Semʿan Bischara (بطرس سمعان بشارة)
- Periode 2: Youssef Nasser Sousan (يوسف ناصر سوسان) und Youssef Mina Dakkour (يوسف مينا دكور)
- Periode 3: Youssef Ayoub Ǧidʿoun (يوسف ايوب جدعون) und Elias Mina Dakkour (الياس مينا دكور)
- Periode 4: Fadil Bischara Dakkour (فضيل بشارة دكور), Salim Kamel Nahhas (سليم كامل نحاس), Anis Bischara (انيس بشارة), Saʿadallah Schahada (سعدلله شحادة), Saʿid Dakkour (سعيد دكور), Tawfiq ʿAwda (توفيق عودة), Fouʾad Andraws (فؤاد اندراوس), Youssef Ǧidʿoun (يوسف جدعون), Elias Andraws (الياس اندراوس), Édouard Ǧidʿoun (إدوار جدعون), ʿAfou Bischara (عفو بشارة), Nasri Dakkour (نصري دكور) und Hanna Sousan (حنا سوسان)
- Periode 5: Fadil Haddad (فضيل حداد), Boutros Zaher Andraws (بطرس زهر اندراوس), ʿAfou Grace Bischara (عفو جريس بشارة), Nasri Dakkour (نصري دكور), Fouʾad Hanna Andraws (فؤاد حنا اندراوس), Nabil Elias Dakkour (نبيل الياس دكور), Ghassan Elias Haddad (غسان الياس حداد), Diakon Scharbel Maʿiki (شربل معيكي), Youssef Safwat ʿAwda (يوسف صفوات عودة), Chalil Grace Schaheen (خليل جريس شاهين) und Dr. Nabil Tannous (نبيل طنوس)
- Periode 6 (Pastoralrat ab 20. Februar 2001): Ǧibran Dakkour (جبران دكور), Nabil Kamel Bischara (نبيل كامل بشارة), Maurice Nasri Dakkour (موريس نصري دكور), Fouʾad Andraws (فؤاد اندراوس), Nabil Elias Dakkour, Raymond Youssef Ǧidʿoun (ريمون يوسف جدعون), Raʾed Ǧiryis Semʿan (رائد جريس سمعان), Nahi ʿAfou Bischara (ناهي عفو بشارة) und Henry Ǧamil Nahhas (هنري جميل نحاس)
- Periode 7 (Pastoralrat 2003–2006): Asʿad Jamil Andraws (اسعد جميل اندراوس), Nabil Kamel Bischara, Maurice Nasri Dakkour, Fouʾad Andraws, Nabil Elias Dakkour, Raymond Youssef Ǧidʿoun, Raʾed Ǧiryis Semʿan, Nisreen Ǧiryis Sousan (نسرين جريس سوسان), Suhaam Ǧiryis Khoury (سهام جريس خوري), George Haddad (جورج حداد), Nachla Tannous (نخلة طنوس), Nahi Dakkour (ناهي دكور) und Henry Jamil Nahhas
- Periode 8 (Pastoralrat ab 2006): Asʿad Jamil Andraws, Nabil Kamel Bischara, Maurice Nasri Dakkour, Nabil Elias Dakkour, Raymond Youssef Ǧidʿoun, Raʾed Ǧiryis Semʿan, Nisreen Ǧiryis Sousan, Salma Schehadeh (سلمى شحادة), Michaʾil Daoud (ميخائيل داود) und Henry Jamil Nahhas